# Francouzsko-španělská státní hranice
Hranice mezi Francií a Španělskem byla formálně stanovena v roce 1659. Odděluje tyto dvě země od měst Hendaye a Irun na západě, probíhá přes Pyreneje až k městům Cerbère a Portbou u Středozemního moře. Vede zhruba po rozvodí Pyrenejí, i když existuje několik výjimek.

## Charakteristika

### Hlavní hranice

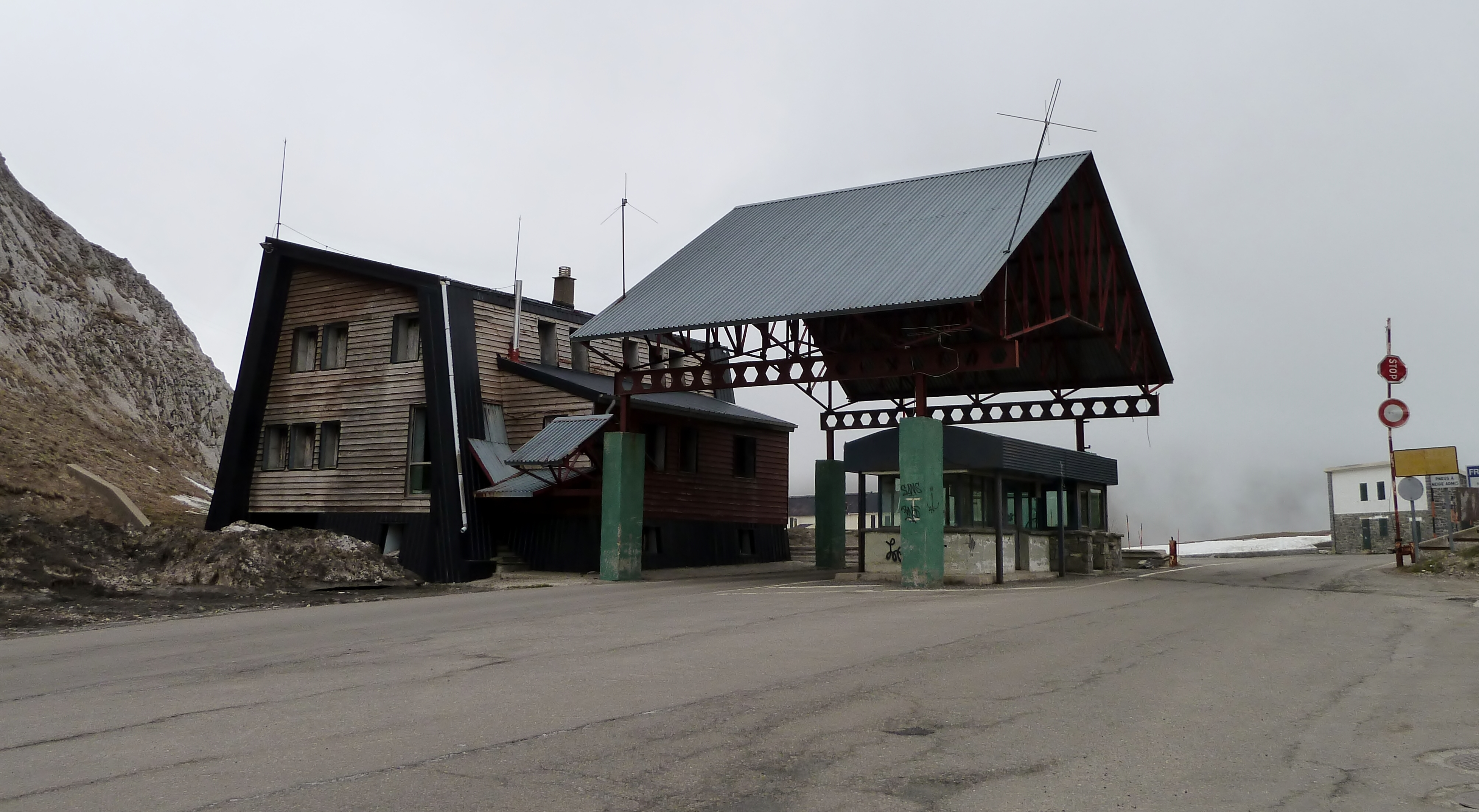
Hranice mezi Francií a Španělskem v Portale d’Aneu

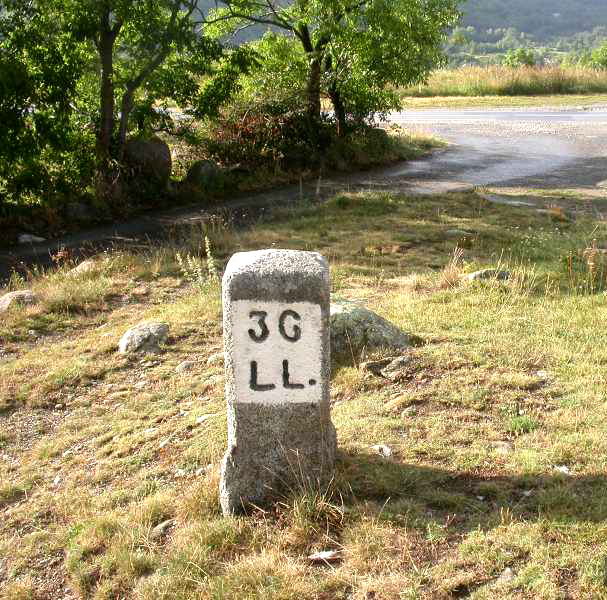
Hraniční kámen mezi městy Llívia (Girona) a Angoustrine-Villeneuve-des-Escaldes (Pyrénées-Orientales)

Francouzsko-španělská hranice měří 656,3 kilometru a táhne se mezi jihozápadní Francií a severovýchodním Španělskem. Začíná na západě u Biskajského zálivu ve francouzském městě Hendaye a španělském městě Irun (43°22′32″ s. š., 1°47′31″ z. d.). Dále pokračuje východním směrem přes Pyreneje až k suverénnímu státu Andorra (42°36′13″ s. š., 1°26′30″ v. d.). Tento malý stát přerušuje hranici mezi Španělskem a Francií na 63,7 kilometrů na španělské straně a 56 kilometrů na francouzské. Poté hranice pokračuje východním směrem (42°30′9″ s. š., 1°43′34″ v. d.) až ke Středozemnímu moři, do měst Cerbère (Francie) a Portbou (Španělsko) (42°26′9″ s. š., 3°10′26″ v. d.).
Od západu na východ hranici přetínají tyto provincie:
| Španělsko - Gipuzkoa (Baskicko) - Navarra - Provincie Huesca (Aragonie) - Provincie Lleida (Katalánsko) - Provincie Girona (Katalánsko) |  | Francie - Pyrénées-Atlantiques (Nová Akvitánie) - Hautes-Pyrénées (Okcitánie) - Haute-Garonne (Okcitánie) - Ariège (Okcitánie) - Pyrénées-Orientales (Okcitánie) |

### Llívia
Španělsko má na francouzském území exklávu – město Llívia v departementu Pyrénées-Orientales.

### Bažantí ostrov
U západního konce hranice, podél řeky Bidasoa, má neobvyklý režim Bažantí ostrov: ostrov je kondominiem – jeho svrchovanost je sdílena mezi oběma zeměmi, přičemž se střídají každého půl roku – jedna země má svrchovanost od ledna do června, druhá od července do prosince.

## Historie

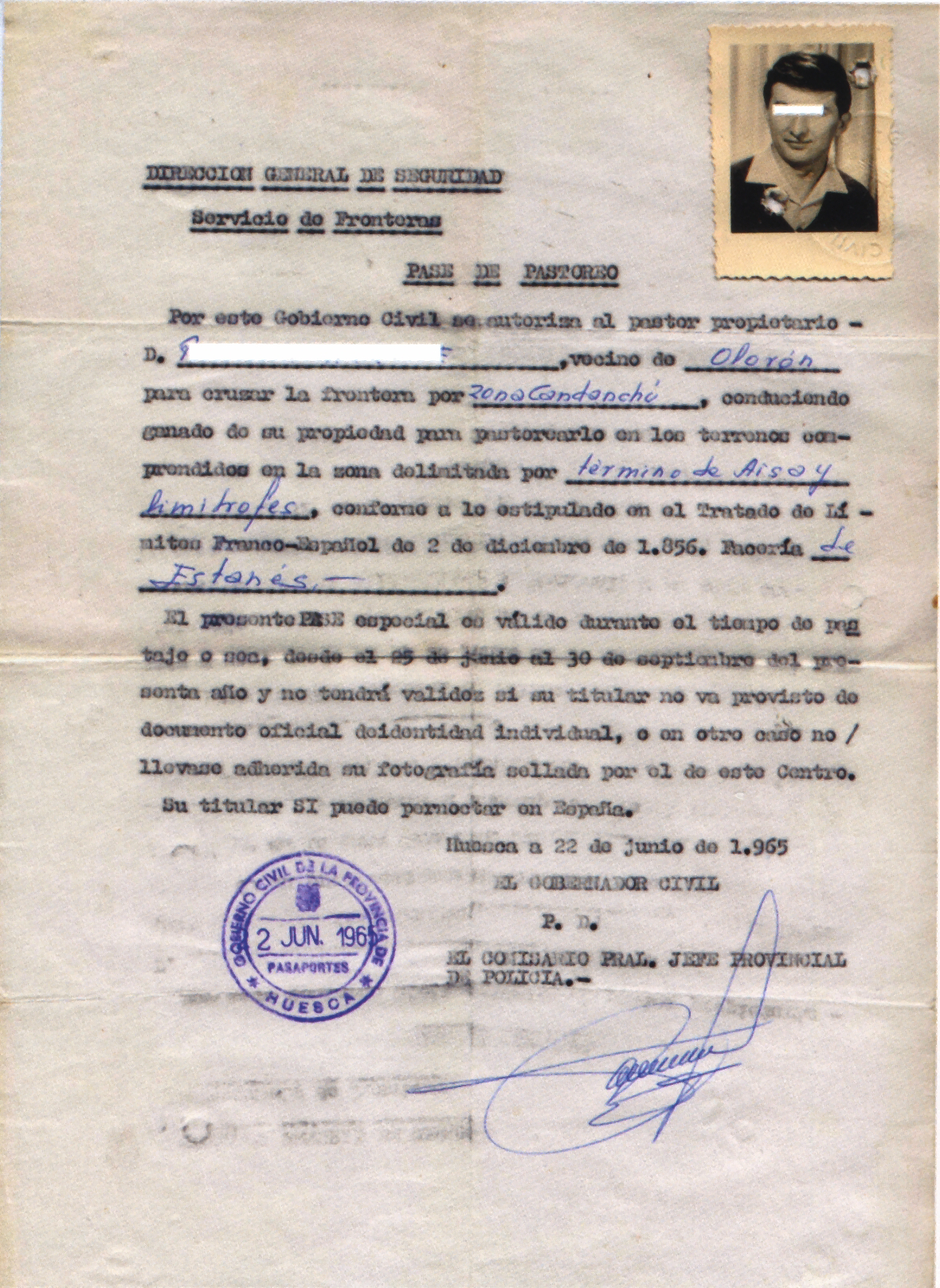
Hraniční průkaz pro španělské farmáře pro přístup na francouzské území podle smluv z Bayonne z let 1856 a 1862. Typ uveden v roce 1949, tento průkaz vydán roku 1965.

### Pozadí
Formální vymezení francouzsko-španělské hranice sahá k podpisu Pyrenejské smlouvy z roku 1659 mezi královstvími Francie a Španělska. Poté následovala Smlouva z Llívie z roku 1660, která převedla svrchovanost několika vesnic v údolí Querol Francii.
Později došlo k dalším dohodám pro specifická území:
- dohoda podepsaná v Perpignanu roku 1764, stanovující hranice mezi Empordà a Coll Pertús[2]
- Smlouva z Elizonda z roku 1785 určující výšku hranic v oblasti Aldudes a Valcarlos[2]

### Smlouvy z Bayonne
Konečné vymezení, které je většinou platné dodnes, je stanoveno smlouvami z Bayonne z let 1856–1868. Za vlády španělské královny Isabely II. a francouzského císaře Napoleona III. byly podepsány tyto dohody:
- smlouva z roku 1856 vymezující hranici mezi provinciemi Guipúzcoa a Navarra
- smlouva z roku 1862 pro provincie Huesca a Lleida
- smlouva z roku 1866 pro úsek od údolí Andorry až ke Středozemnímu moři
- závěrečný hraniční akt z roku 1868

### Pozdější změny
Obě země později uzavřely další dohody:
- v roce 1980 dohoda o vymezení hranice v tunelu Bielsa-Aragnouet[4]
- v roce 1984, během výstavby silnice spojující údolí Roncal s městem Arette, došlo ke vzájemnému převodu 2 710 m²[5]

Od roku 1995, kdy vstoupila v platnost Schengenská dohoda, byly zrušeny hraniční kontroly osob i zboží, čímž se zajistil volný pohyb přes hranici. Některé bývalé hraniční stanice zůstaly nevyužité.

## Označení

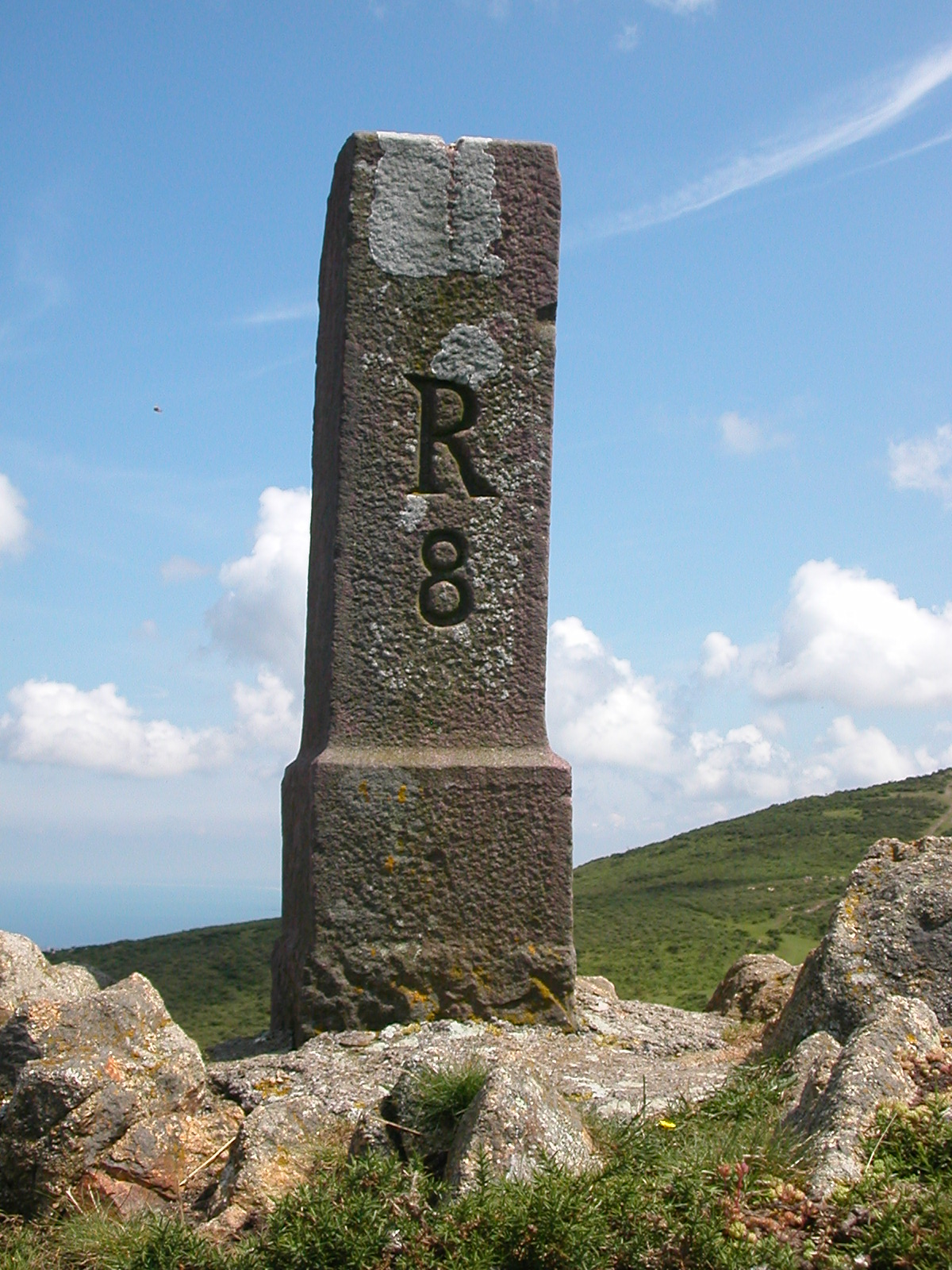
Hraniční kámen mezi městy Vera de Bidasoa a Biriatou

Dle ustanovení Bayonnských smluv je hranice fyzicky vyznačena na zemi 602 hraničními kameny (mohyly), které vyznačují dělení obou států. Jsou očíslovány od západu na východ: první se nachází na řece Bidasoa a poslední na mysu Cap Cerbère.
Dalších 45 kamenů vymezuje hranici kolem exklávy Llivia; jsou očíslovány proti směru hodinových ručiček od bodu č. 1 u vstupu na francouzskou silnici RD-68. Údržbu těchto značení zajišťují obě země.

## Hraniční přechody
- Irun / Hendaye
- Ibardin
- Larrún
- Coll de Banyuls
- Col de Lizuniaga
- Col de Lizarrieta
- Ainhoa / Urdax
- Col d'Iguskiegui
- Col d'Ispeguy
- Col d'Esnazu
- Valcarlos / Arnéguy
- Port of Larrau
- Col de la Pierre Saint-Martin
- Pas d'Arlas
- Somport
- Col du Pourtalet
- Port of Boucharo
- Tunel Aragnouet-Bielsa
- Col du Portillon
- Pont du Roi
- Puigcerdà / Bourg-Madame
- Col d'Ares
- Col du Perthus

Hraniční cedule označující vstup do Španělska

Hraniční cedule označující vstup do Francie

- Col des Balistres (Portbou / Cerbère)